# Издателска дейност
Издателската дейност или публикуването е процесът на издаване на написан материал (роман, разказ, справочник, статия, статия във вестник и т.н.), което позволява на автора на произведението да достигне до неограничен кръг от читатели.
Традиционно с издателската дейност се свързва разпространението на печатни издания като книги и вестници, но развитието на интернет през последните десетилетия прибави нови области на приложение, включвайки електронните източници, като например електронни версии на книги и периодични издания, а също и уеб страници, блогове, видео игри и др.
В Статистическата класификация на икономическите дейности за Европейската общност издателската дейност е подотрасъл на създаването и разпространението на информация и творчески продукти, като освен издаването на текстово съдържание обхваща и издаването на софтуер, когато то е обособено от разработката му.

## Издателската индустрия
Това е индустрия на книгата, но и на периодичните издания, а с появяването на аудиовизуалните и мултимедийните продукти може да се говори също и за аудиовизуална издателска дейност, издаване на музика, мултимедийна издателска дейност, както и публикуване в интернет.
Публикуването на различни произведения обхваща специфични дейности като например графичен дизайн, печатане (и неговия електронен еквивалент), маркетинг и разпространение на вестници, списания, книги, литературни и музикални произведения и софтуер, както и на други материали, предоставящи информация, включително и чрез електронните медии.
В България в края на 2011 година са регистрирани около 3000 издателства, които издават около 6000 книги годишно. В Европа годишно се купуват 11 – 12 книги на човек, а в България – 0,56. 